# 比亞迪F3DM
比亞迪F3DM，是中國汽車製造商比亞迪生產的電動車，亦是世界上第一款批量生產的插电式混合动力汽车。屬於小型車，於2008年12月15日在中國上市，預定於2010年開始在歐洲出售。F3DM曾在2008年日內瓦車展展出。比亞迪總裁王傳福12月15日表示，該公司計畫2009年出售180,000輛，2010年將銷量增至350,000輛。F3DM可能於2011年開始在美國銷售。
DM是Dual Mode（雙模）的縮寫，表示有純電力（EV, Electric Vehicle）與油電混合（HEV, Hybrid Electric Vehicle）兩種運行模式。

## 電池及使用限度
比亞迪F3DM使用以磷酸鋰鐵為正極材料的鋰離子電池提供電力驅動。該公司表示相對於傳統鋰電池（以LiCoO2為正極），前者雖然能量容量有降低，但有較好的化學穩定性和安全性。公司還表示在完全以電力運行狀態下可以行駛68英哩（109公里）。

## 價格和销售
中国2008年12月15日上市: 149,800元人民幣 (約21,900美元)。

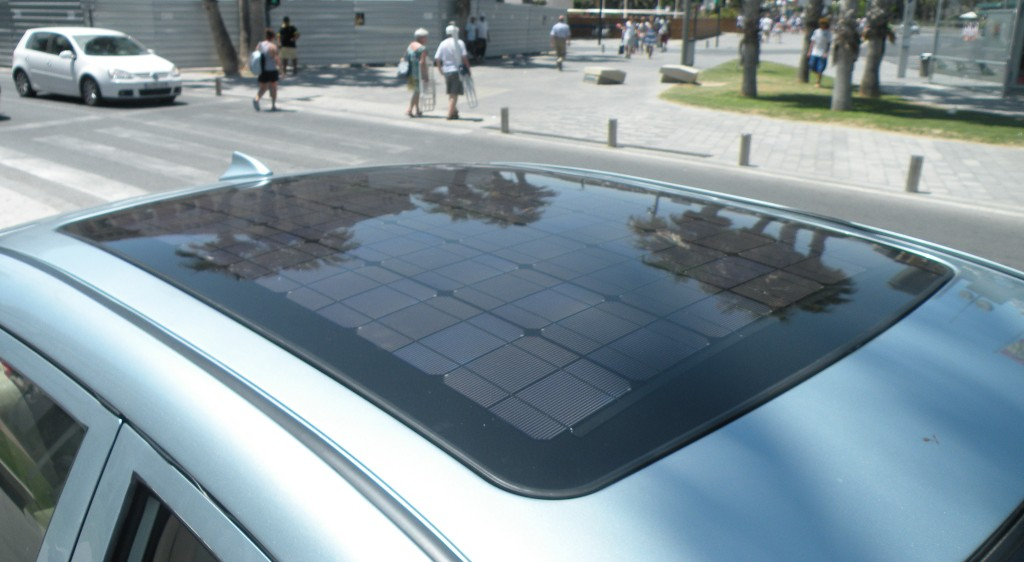
The F3DM顶部的太阳能电池板
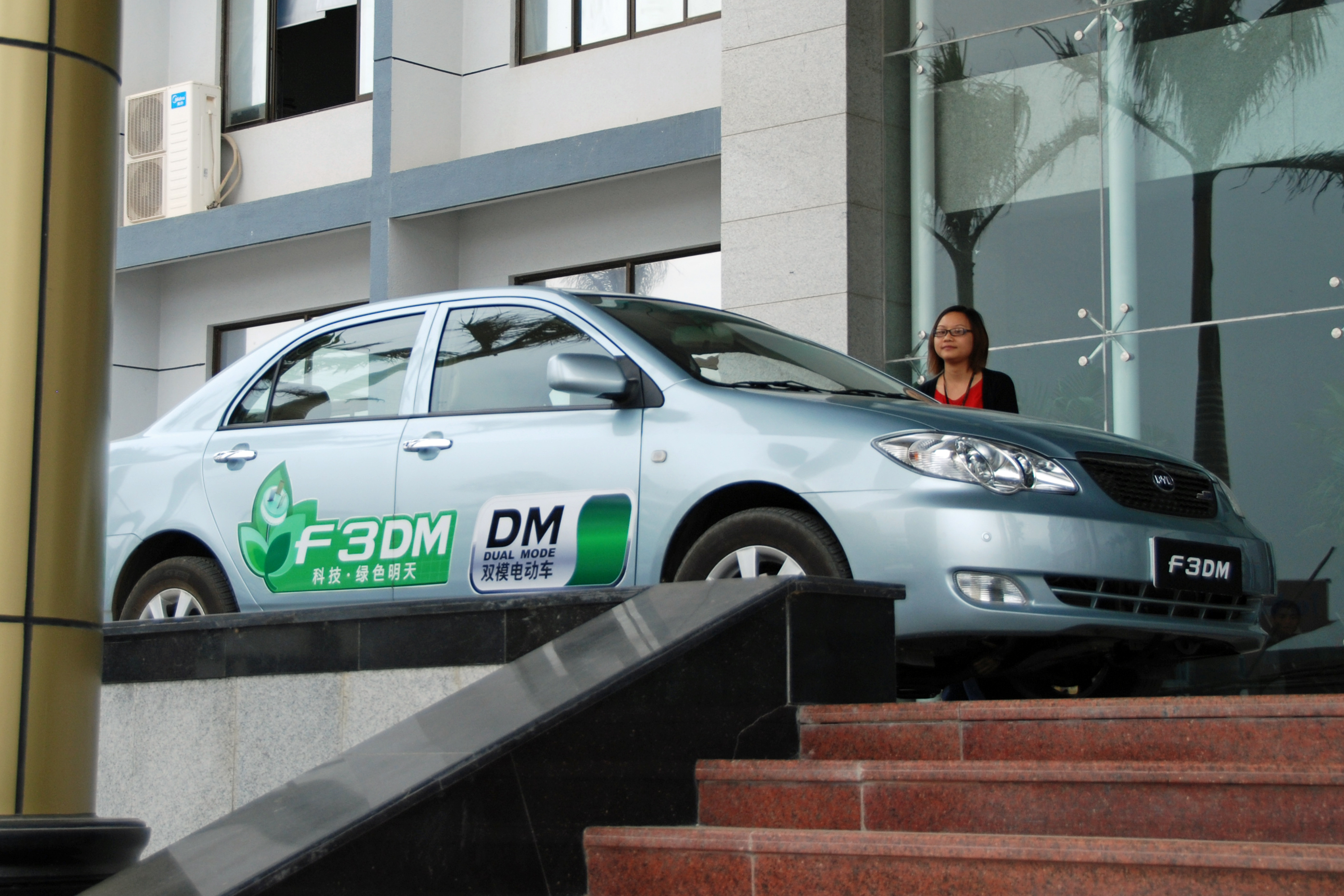
BYD F3DM在中國深圳宣传
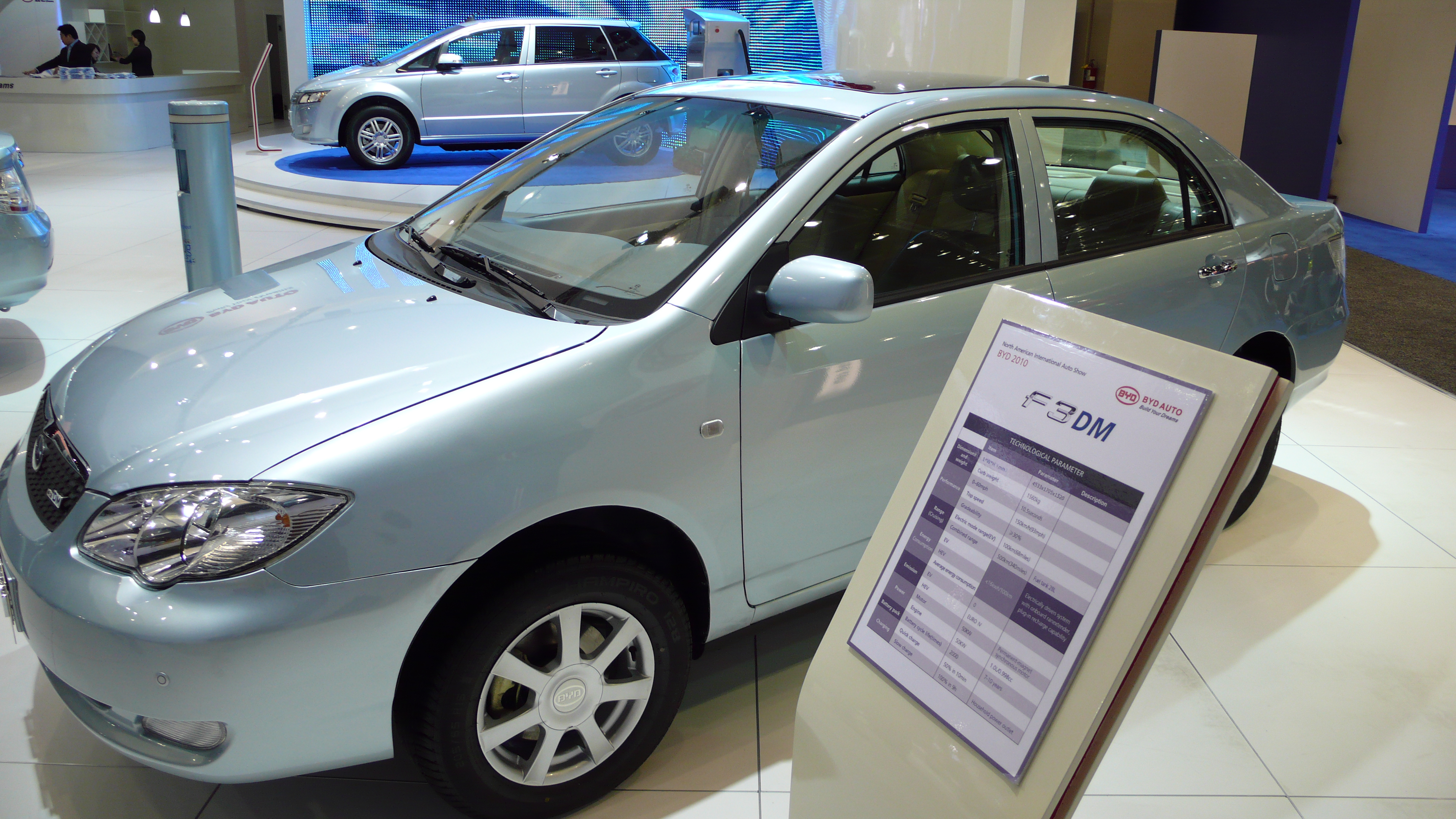
BYD F3DM 参展2010北美国际汽车展.
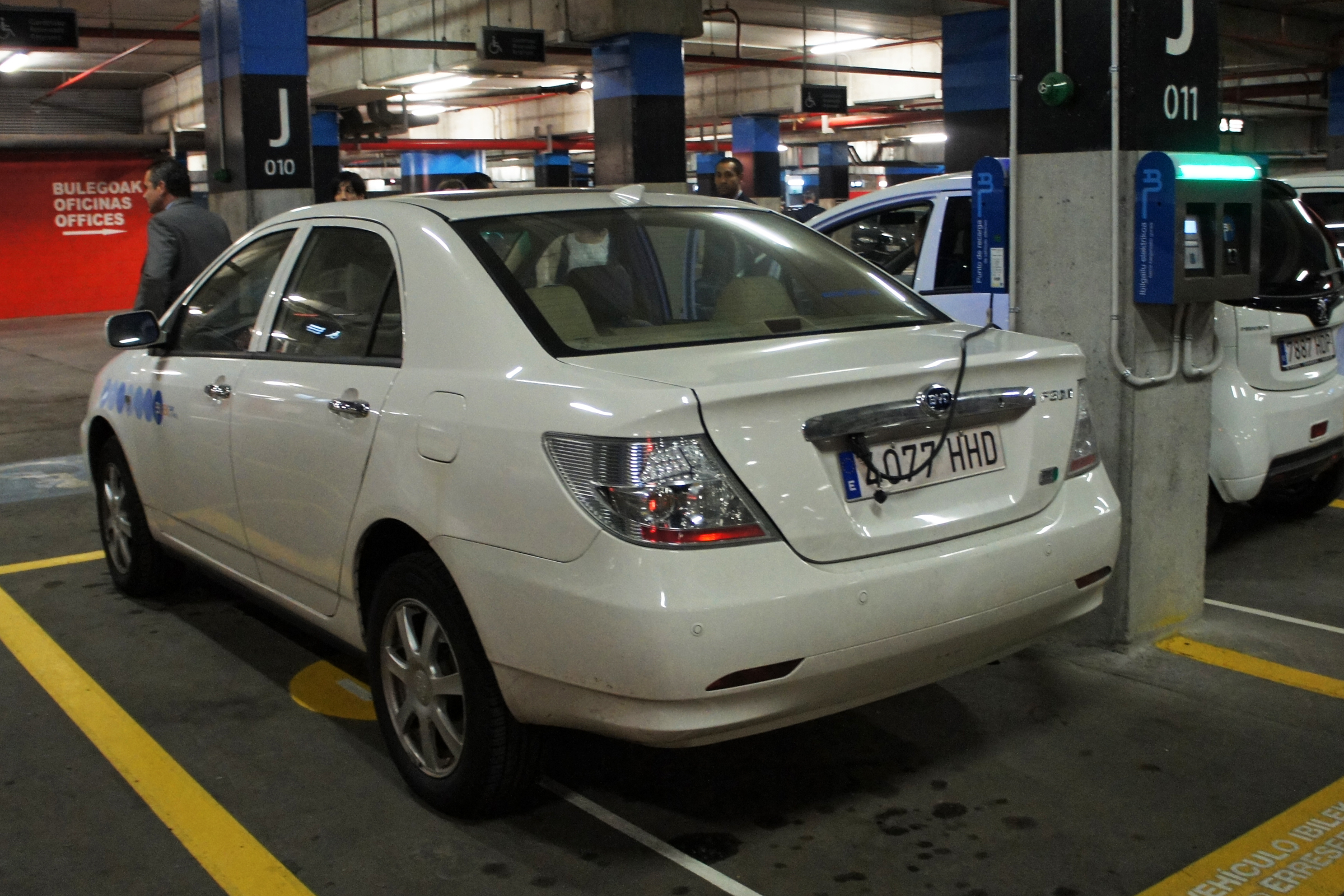
一輛BYD F3DM 在西班牙毕尔巴鄂充电
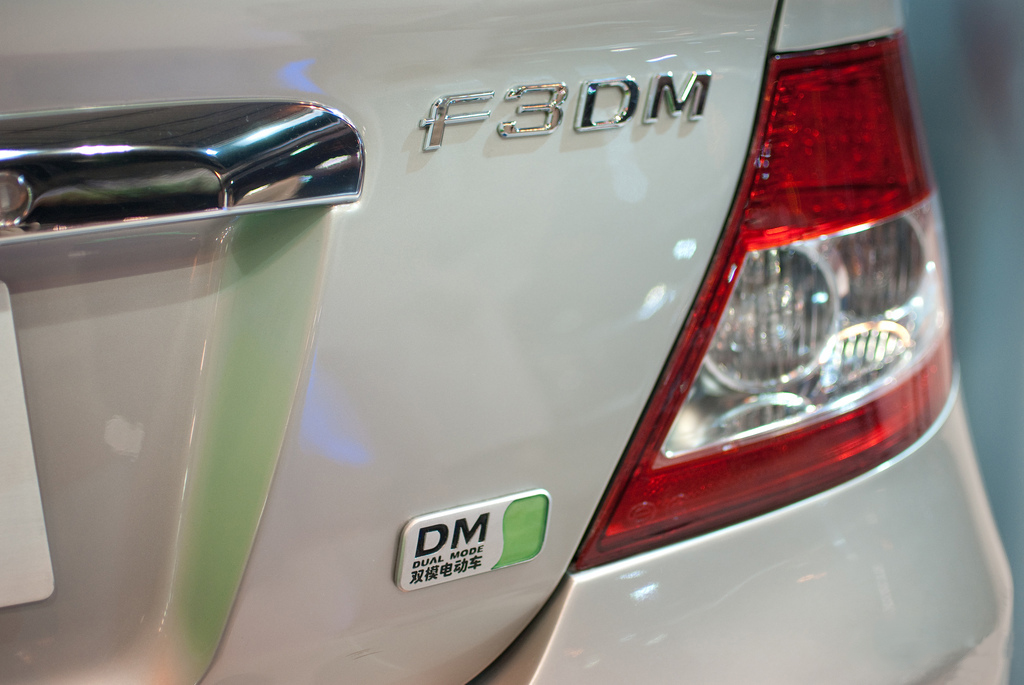
BYD F3M双模式badging.

## 競爭者
- 雪佛蘭伏特
- 克萊斯勒 ENVI: Chrysler Voyager與Jeep Wrangler
- 豐田 Prius Plug-In (PI) (2009)
- 福斯 Golf Twin Drive (TD)
- 富豪 ReCharge

## 外部連結
- 比亞迪汽車官方網站 （页面存档备份，存于）
- BBC: Revving China's auto industry （页面存档备份，存于）
- BYD F3DM on pege.org （页面存档备份，存于）
- BYD F3DM on Youtube （页面存档备份，存于）